# Lakiasaari (ö i Kymmenedalen)
Lakiasaari är en ö i Finland. Den ligger i vattendraget Pitkä-Kymi och i kommunen Pyttis i den ekonomiska regionen  Kotka-Fredrikshamn  och landskapet Kymmenedalen, i den södra delen av landet, 100 km nordost om huvudstaden Helsingfors. Öns area är 0,7 hektar och dess största längd är 210 meter i nord-sydlig riktning.